# Henri Fénée
Henry Joseph Fené dit Henri Fénée est un poète, chansonnier et goguettier français né à Paris le 15 juillet 1820 et mort à Paris 6e le 20 juin 1882.

## Biographie
Henri Fénée nait à Paris rue Saint-Séverin en 1820.
Il est d'abord graveur. À 20 ans, il entre au service. Il quitte l'armée avec le grade de sous-officier et entre, comme employé, dans une succursale du Mont-de-piété, précisément dans la maison où il est né, rue Saint-Séverin.
C'est un collectionneur passionné de chansons. Patient comme un bénédictin pour copier des chansons et autres poésies inédites, il écrit de sa main d'innombrables couplets. C'est en les copiant qu'il se met à en composer pour son propre compte.
Présenté au Caveau par Jules Lagarde, membre honoraire de cette Société lyrique, il y chante des couplets intitulés : L'Amateur de Chansons, qui attirent sur lui l'attention des auditeurs, et sont salués par d'unanimes bravos. Quelques mois après, en juillet 1873, il est reçu membre associé du Caveau, et à partir de ce moment participe régulièrement à ses banquets mensuels, et y fait entendre ses chansons.
La revue La Chanson, qui paraît de 1878 à 1881 et rend compte notamment de ces banquets, en publie un certain nombre.
Devenu chef de bureau, Fénée prend sa retraite en 1881. Il habite à l'époque à Paris 13 rue Mayet.
Cette année-là, il publie un gros recueil de ses chansons : Loisirs lyriques d'un amateur de chansons, qui porte en exergue cette citation de Nicolas Brazier, autre membre du Caveau :

« Par des chansons, ma mère m'a bercé,
Je veux finir comme j'ai commencé »

L'avant-propos d'Eugène Grangé fait la biographie de Fénée.
Toujours en 1881, un recueil de chansons du goguettier Charles Vincent le mentionne au nombre des habitués de la goguette du Pot-au-Feu.
Son nom et son œuvre sont aujourd'hui oubliés par le grand public.

## L'œuvre de Fenée vue par Eugène Grangé
Le genre qu'affectionne Fénée est le genre léger et gaudriolesque. Il ne faut pas s'attendre à trouver dans ses compositions la philosophie et la poésie de celles de Béranger. Non, sa muse est celle de Sedaine, de Collé et de Désaugiers. C'est franc, alerte, de bonne humeur et sans prétention. Il ne tient pas à enseigner, il s'attache seulement à provoquer le rire, et il y réussit presque toujours.
Parmi ses chansons qui ont obtenu le plus de succès, citons: Faudra que j' vous l'amène un soir, — Ça fait bien dans le Paysage, — N' y a que le premier Pas qui coûte, — Mon Petit Bonhomme de chemin, — Ousqu' est ma Mitrailleuse ? — Allez-donc vous asseoir, — l'Épicurien reconnaissant, — C'est toujours la même Ficelle, — la Bergère, et bien d'autres encore. Enfin un pot-pourri sur Fanchon la Vielleuse, lequel est un petit chef-d'œuvre de gaîté gauloise.

## Source
- Avant-propos d'Eugène Grangé aux Loisirs lyriques d'un amateur de chansons, d'Henri Fénée, Paris 1881.

## Œuvres
- Loisirs lyriques d'un amateur de chansons, recueil de chansons d'Henri Fénée, avant-propos d'Eugène Grangé, chez Mme Veuve Édouard Vert Imprimeur-Éditeur, Paris 1881, In-18, 352 pages, portrait.